# Leichtathletik-Halleneuropameisterschaften 2017/Teilnehmer (Gibraltar)
| Gelbes Symbol für Goldmedaillen mit stilisierten Olympischen Ringen | Graues Symbol für Silbermedaillen mit stilisierten Olympischen Ringen | Braundes Symbol für Bronzemedaillen mit stilisierten Olympischen Ringen |
| ------------------------------------------------------------------- | --------------------------------------------------------------------- | ----------------------------------------------------------------------- |
| —                                                                   | —                                                                     | —                                                                       |

Aus Gibraltar starteten eine Athletin und zwei Athleten bei den Leichtathletik-Halleneuropameisterschaften 2017 in Belgrad, die einen Landesrekord aufstellten.

## Ergebnisse

### Frauen

#### Laufdisziplinen
| Athletin    | Disziplin | Vorlauf | Vorlauf | Halbfinale         | Halbfinale         | Finale             | Finale             |
| Athletin    | Disziplin | Zeit    | Platz   | Zeit               | Platz              | Zeit               | Platz              |
| ----------- | --------- | ------- | ------- | ------------------ | ------------------ | ------------------ | ------------------ |
| Zyanne Hook | 60 m      | 8,33 s  | 37      | nicht qualifiziert | nicht qualifiziert | nicht qualifiziert | nicht qualifiziert |

### Männer

#### Laufdisziplinen
| Athlet       | Disziplin | Vorlauf     | Vorlauf | Halbfinale         | Halbfinale         | Finale             | Finale             |
| Athlet       | Disziplin | Zeit        | Platz   | Zeit               | Platz              | Zeit               | Platz              |
| ------------ | --------- | ----------- | ------- | ------------------ | ------------------ | ------------------ | ------------------ |
| Jerai Torres | 60 m      | 7,23 s      | 26      | nicht qualifiziert | nicht qualifiziert | nicht qualifiziert | nicht qualifiziert |
| Harvey Dixon | 1500 m    | 3:54,09 min | 19      | –––                | –––                | nicht qualifiziert | nicht qualifiziert |